# Polystichum inayatii
Polystichum inayatii är en träjonväxtart som beskrevs av Christopher Roy Fraser-Jenkins.
Polystichum inayatii ingår i släktet Polystichum och familjen Dryopteridaceae. Inga underarter finns listade i Catalogue of Life.